# Fred Wander
Fred Wander (Viena, 5 de enero de 1917-Ibídem, 10 de julio de 2006), cuyo nombre de nacimiento era Fritz Rosenblatt, fue un escritor austríaco.

## Vida
Fue hijo de una pareja pobre de inmigrantes de Galitzia; acudió en Viena a la escuela primaria y a la obligatoria y durante tres años fue aprendiz en un comercio textil y desempeñó distintos oficios. En 1938, tras la entrada de los nazis en Austria, huyó a Francia a través de Suiza; allí fue internado al comienzo de la guerra considerado como un extranjero hostil. Consiguió huir a Marsella pero finalmente fue detenido por la policía de Vichy tras un intento de fuga a Suiza. Fue trasladado del campo de internamiento de Drancy a Auschwitz y en abril de 1945 fue liberado del campo de concentración de Buchenwald. Sus padres fueron asesinados en Auschwitz. Volvió a Austria y trabajó como periodista y reportero fotográfico. En 1950 ingresó en el Partido Comunista de Austria (KPÖ) y en 1955 ingresó en el instituto Johannes R. Becher en Leipzig. En 1956 contrajo matrimonio con Maxie Wander (Elfriede Brunner de soltera), con quien emigraría a Kleinmachnow en la República Democrática Alemana (RDA), donde trabajaría como escritor independiente. En 1977 falleció Maxie Wander y en 1982 vuelve a casarse. Con su mujer Susanne regresa definitivamente a Viena en el año 1983. Falleció el 10 de julio de 2006 en su apartamento de Viena tras una larga enfermedad y fue enterrado en Kleinmachnow.
En su trabajó recogió su experiencia en los campos de exterminio durante el régimen nazi. Su obra principal es la novela El séptimo pozo (Der siebente Brunnen). Se veía a sí mismo como un cuentista jasídico. Además de novelas y relatos publicó piezas teatrales, libros infantiles y de viajes.

## Reconocimientos
- 1967 Premio Theodor Fontane
- 1972 Premio Heinrich Mann[3]
- 1996 Österreichischer Würdigungspreis für Literatur
- 2003 Premio Theodor Kramer
- 2006 Literaturpreis der Stadt Wien
- 2009 Wingate Literary Prize

## Obra
- Vierundzwanzig Stunden aus dem Leben eines Reporters, 1954
- Taifun über den Inseln, 1957
- Korsika - noch nicht entdeckt, 1959
- Bandidos, 1963
- Paris- Doppeltes Antlitz, 1966
- Nicole, 1971
- Der siebente Brunnen, 1971 (El séptimo pozo)
- Holland auf den ersten Blick, 1972
- Ein Zimmer in Paris, 1975
- Provenzalische Reise, 1978
- Hotel Baalbek, 1991
- Josua läßt grüßen. Der Bungalow. Zwei Stücke, 1979
- Das taubengraue Haus, 1977
- Patrique, Patrique, 1983
- Das gute Leben, 1996

### Como editor
- Maxie Wander: Leben wär' eine prima Alternative. Tagebücher und Briefe, 1979
- Maxie Wander: Ein Leben ist nicht genug. Tagebuchaufzeichnungen und Briefe, 1990.